# لندور
لندور (انگلیسی: Landor) شرکت تبلیغات آمریکایی است، که در سال ۱۹۴۱ تأسیس شد.